# フリートウッド・ペリュー
サー・フリートウッド・ブロウトン・レイノルズ・ペリュー（Sir Fleetwood Broughton Reynolds Pellew、1789年12月13日－1861年7月28日）は、イギリス海軍の提督であり、バス勲爵士、KCH勲爵士である。

## 人物
後のエクスマス子爵エドワード・ペリューの息子で、フランス革命戦争とナポレオン戦争に従軍した。父ペリューは、海軍での自分の影響力を利用して、年長の息子2人に軍人としての地位を約束した。
フリートウッドは17歳で初めて任務についたが、任務を勇ましく、大胆にこなし、父から称賛された。
フリートウッドの軍歴は、フリゲート艦フェートンの指揮官として、長崎港で起こした一時的な紛争（フェートン号事件）にとどめを刺す。この紛争で、日英関係がより重要なつながりを持つようになった。フリートウッドを溺愛する父ペリューは、彼が短期間で出世できるように後押しをしたが、このためフリートウッドの指揮官としての任務は緻密さを欠くようになり、その後の挫折へとつながることになった。1814年にはフリートウッドに対する水兵の反乱事件が起こり、1818年に指揮官に復帰したにもかかわらず、その後30年間、海上で指揮をまかされることはなかった。少将に昇進してから、インドと中国で総司令官として任務についたが、まもなく旗艦で別の反乱が起こり、召喚された。その後海で指揮を執ることはなく、1861年に大将の地位で死去した。

## 家族と海軍入隊

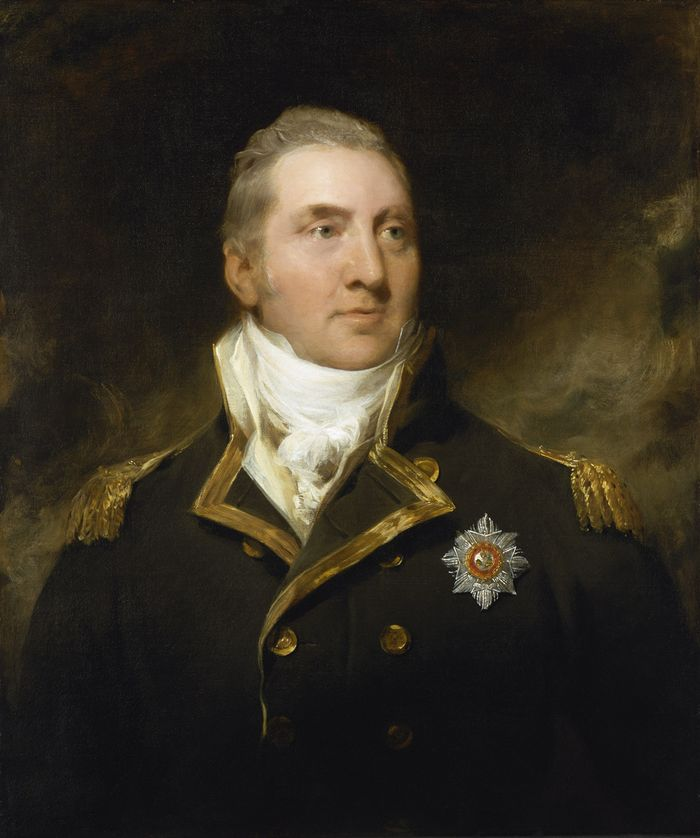
サー・エドワード・ペリュー

フリートウッド・ペリューは1789年12月13日に、エドワード・ペリューと妻スザンナ・フロウドとの間に第4子、次男として生まれ、タイバートンのブランデルズ・スクールで短期間教育を受けた。父エドワード・ペリューはフランス革命戦争とナポレオン戦争で昇進を重ね、その影響力を利用して、フリートウッドと兄のポウノルの海軍での地位を世話した。フリートウッドは父親の艦である74門艦インペテューズに、1799年3月、1799年、父エドワードの74砲の軍艦HMS Impetueuxに乗り、士官候補生（midshipman）として参加した。
1803年、軍艦HMS Tonnantに乗る。８月27日ネルソンと合流しフランス船の略奪を行う。
1804年、父が東インド地区総司令官(Commander-in-Chief,East Indies）となり軍艦カロデンHMS Cullodenに乗って東インドに向かう。1802年に結ばれたアミアンの和約が1803年に破棄され英仏の植民地への双方の攻撃が開始され、1804年のプロ・オーラの戦いにおいて、イギリスと中国の貿易を守るための制海権を維持するのに、東南アジア領地の確保する必要を実感したことにより、東インド地区へ重点が置かれたための人事である。
1804年9月8日、エドワードはセプター艦HMS Terpsichore上でフリートウッドを海尉に任命した。
1806年、バタヴィアの襲撃（Attack on Batavia)では、フリートウッドは軍艦HMS Terpsichore、後に軍艦HMS Cullodenに戻り、バタヴィア経路のオランダ貿易路の攻撃を仕掛けた。

フリートウッドは間もなくカローデンで帰国の途に就いた。1806年にこの艦で、バタビアに停泊していたオランダ軍への攻撃を先導して功績を立てたのである。父親のサー・エドワードは、イギリスにいる友人のアレックス・ブロウトンにこういう手紙を送っている。
息子は実にすばらしい判断で戦隊を率いた…自分の艦を敵のフリゲート艦にも砲台にも対等にうまく配置して、敵艦乗り込みのためボートに移った…確かに、今まで見たこともない偉業だった。君は言うだろう、わかったよ、君は父親だからね。でも言っておく。他の者たちが、彼についてどう評しているか、その半分も話していないことを。カローデン艦上で大きな歓声が湧き上がった時、胸がいっぱいになった。よくやった、フリートウッド、よくやった。すばらしい。私がやったことは周囲と共に叫ぶことだった。どうして父親が涙を流さずにいられるだろうか？私は望遠鏡をのぞきこむ前に、再び両眼を拭わざるを得なかった。

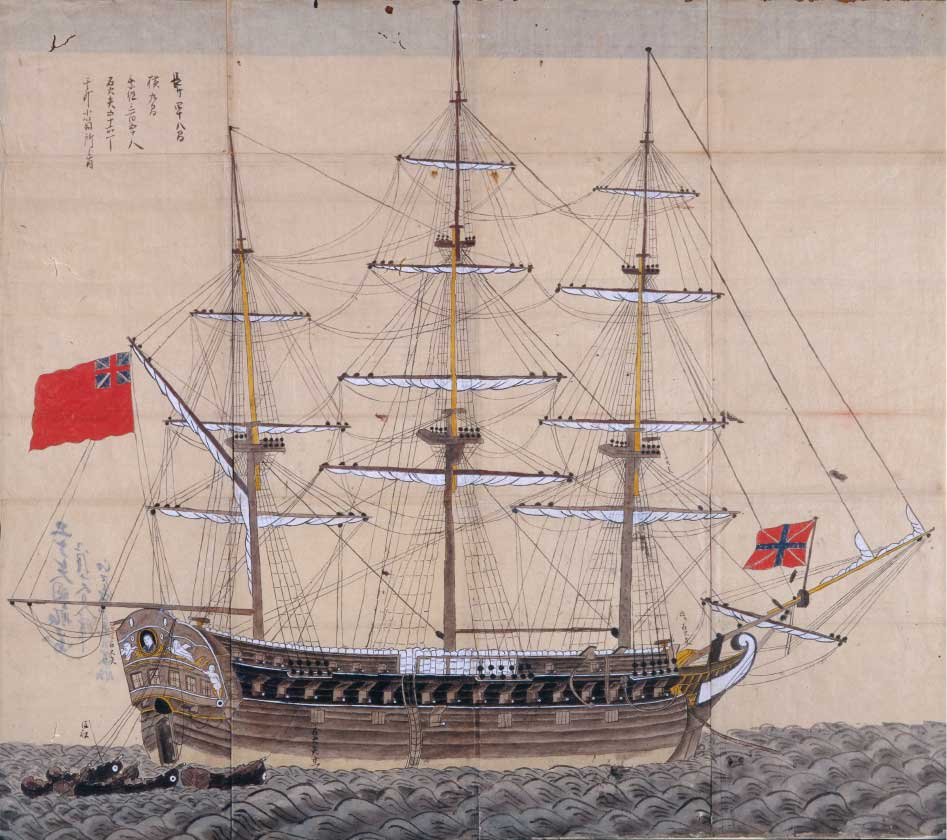
フェートン
(長崎歴史文化博物館)

1807年、サー・エドワードはフリートウッドに、スループ艦ラトルスネークの指揮官を任じた。この時フリートウッドはわずか17歳だった。フリゲート艦タープシコールで任務につき、その後はサイケに移った。
軍艦HMS Psycheにおいて、おそらくグリーシーの襲撃（Raid on Griessie）に参加している。イギリスが東南アジアにおいて、オランダに対しての勝利が決定的になる兆しとなった。
このころサー・エドワードはフリートウッドをこのように書き記している。「戦隊の中でもたとえようもないほどすばらしい青年である、皆から愛されている」「真の宝である」「一群（フロック）の花であり、艦隊（フリート）の華でもある」。
1807年10月12日、フリートウッドは父により指揮官の地位を承認され、74門艦パワフルの指揮官代理となる。1808年にはコーンウォリスを指揮した。
軍艦HMS Cornwallis（1805年にエドワードが発注）に乗り、父エドワードが主導でデンマークとイギリスが衝突を起こした情報を耳にして、デンマークがインドに最初に交易所を設けたトランゲバーの基地を敏速に襲撃（この頃から東南アジアは制圧気味になり、フランス領が多いインド洋諸国にベクトルが向いていた）。
その年の7月には38門艦フェートンに配属された。この年の10月、フリートウッドは長崎に投錨し、そこでオランダ人士官を何人か捕虜にして物資を要求するという事件を起こしたが、短期間でけりがついた。日本が抵抗するのは不可能であったため、物資がフェートンに届けられた。
オランダが委託してアメリカ船において出島で貿易をしているという情報を聞いてか、フェートン号はアメリカ船を装いオランダ国旗を掲げて入港している。ただし、日蘭貿易の時期と少しづれていたため、オランダが委託したアメリカ船は見つけることができなかった。またこの事件はオランダ商館長ドゥーフが関わっている。
1808年10月には勅任艦長に昇進し、1810年のアイズル・ド・フランスの侵入と1811年のジャワ侵入に立ち会った。1812年8月、フリートウッドはフェートンで、イースト・インディアマンの船団を護送しつつ帰国した。この任務でフリートウッドは500ギニーの贈り物と東インド会社からの謝礼を受け取った。

## 地中海での指揮
その後フリートウッド・ペリューは、36門艦イフィゲニアの指揮官となって地中海へ向かった。1813年1月に46門艦レジスタンスの指揮官となって、その年の10月の攻撃に参加し、ポルトダンソの砲台を静まらせ、逃げ出した29隻の護送商船団を拿捕した。しかし1814年2月には、レジスタンスに帰国命令が出た。このため反乱がおこり、鎮圧されたものの、何人かの水兵が死刑になり、または鞭打ちにされた。この一連の反乱行為は厳密な法解釈によって無効となったが、フリートウッドの苛烈な性格により、水兵が反乱を起こしたのだと広く噂された。これがペリューの軍人生活の挫折の発端となった。1815年6月にバス勲章を受け、引き続き地中海でレヴォリューショネアを1818年8月から1822年6月まで指揮したものの、以後は艦上で指揮を執ることはなく、その後30年間は半給生活を送った。

## 香港での反乱と晩年

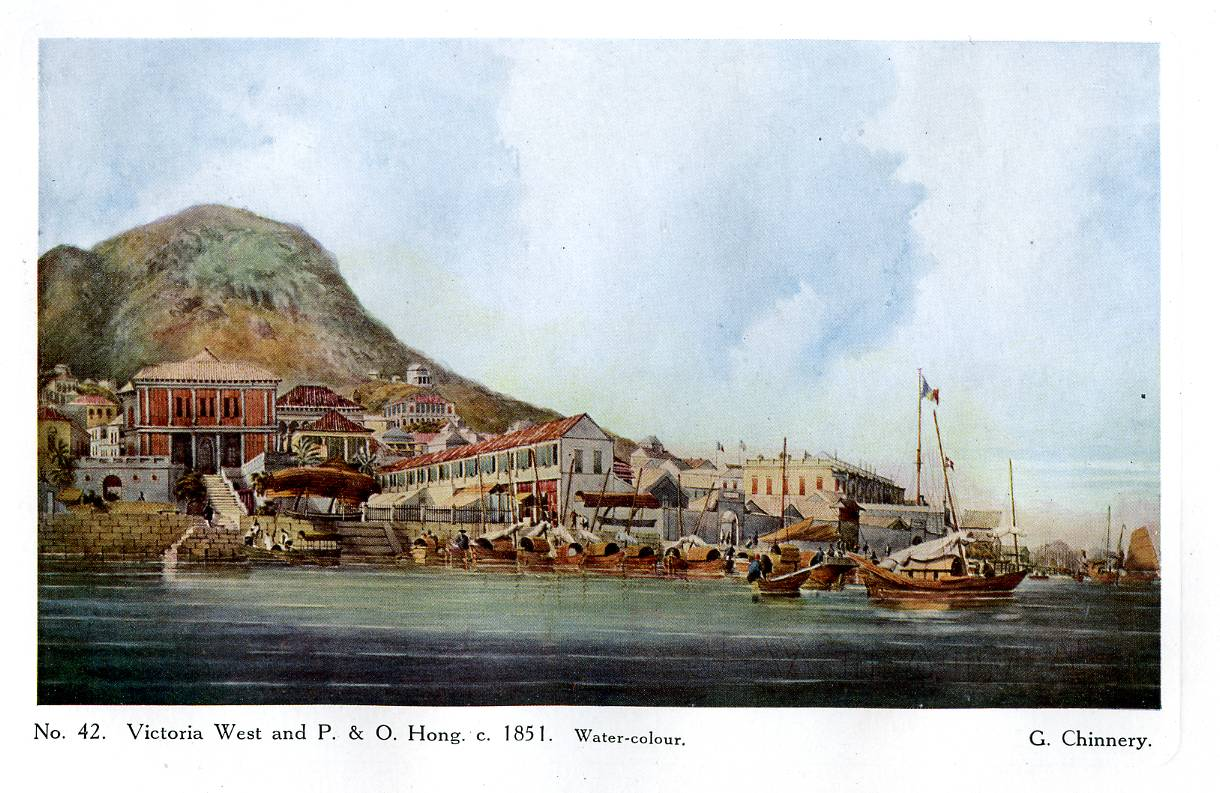
1850年代の香港
（ヴィクトリア・ウエスト）

ペリューはその後も昇進を受け、先任序列に応じて勲章を授与された。1836年1月にはナイト爵となり、グールフィック勲章を受けた。ヴィクトリア女王の海軍補佐官となり、1846年11月9日には少将に昇進した。そして1852年12月にはついにインドおよび中国艦隊最高指揮官として、指揮官復帰を果たした。この就任は波紋を呼んだ。ペリューの年齢と過去の背景、不安定な気候と第二次英緬戦争後の緊張した外交状況を考えると、彼を就任させることが適切であるかということが、疑問と共に大きな話題となった。1853年4月、ペリューは自分の旗をウィンチェスターに掲げ、1854年9月には香港沖にいた。ペリューはここで、熱病と感染症が蔓延する危険な時期が過ぎるまでは、乗員たちに上陸許可を出さないことに決めたとされるが、その理由を水兵たちに知らせるのを怠った。乗員は明らかに反抗的になっており、そのためペリューは乗員を戦闘配置に着かせた。彼らが拒否したため、下部甲板で士官たちに剣を突きつけさせて脅した。水兵の何人かが負傷し、初期段階の反乱は鎮圧された。このことに関する知らせは、本国にはわずかにしか伝えられなかった。ザ・タイムズは主な記事としてこの反乱を書き立て、人々の注目を惹いた。この新聞はかつてのレジスタンスの反乱のことも書いていた。ペリューは海軍本部から正式に召喚され、2度と海で任務に就くことはなかった。1853年4月22日は中将に、1858年2月13日には大将に昇進した。
サー・フリートウッド・ペリューは、1861年7月28日に、71歳でマルセイユで死去した。1816年に、サー・ゴドフリー・ウェブスターとレディ・ホランドの娘ハリエット・ウェブスターと結婚し、一人娘が生まれた。1849年にハリエットが亡くなり、セシル・ドラムンド・ド・メルフォールと1851年に再婚した。しかし1859年に離婚した ペリューはフィレンツェの「イギリス人用」墓地に、最初の妻ヘンリエットと共に埋葬された。